# Thietmar (Sachsen)
Thietmar (* um 985, belegt 1004; † 30. September oder 1. Oktober 1048 in Pöhlde) aus dem Geschlecht der Billunger war sächsischer Graf mit Besitz bei Bruninctherpe (Brüntorf). Nach einem vereitelten Anschlag gegen Kaiser Heinrich III. wurde er bei einem gerichtlichen Zweikampf tödlich verwundet.

## Herkunft

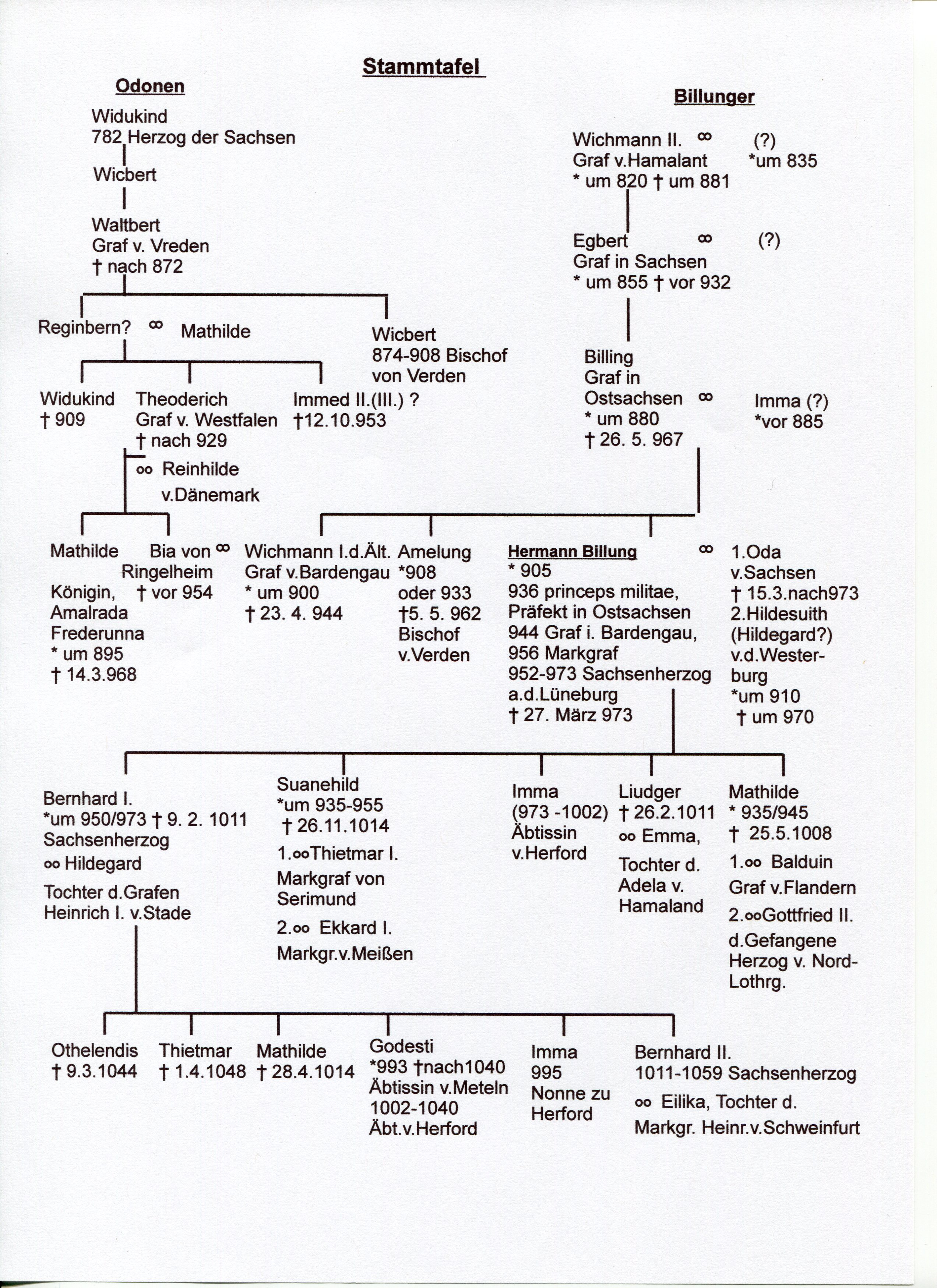
Stammtafel mit angeblicher Abstammung

Thietmar war Sohn des Herzogs Bernhard I. (* um 950; † 9. Februar 1011 in Corvey) aus der Familie der Billunger und der Hildegard (* um 965, † 3. Oktober 1011, begraben in Lüneburg). Er hatte mindestens folgende Geschwister:
- den jung verstorbenen Hermann, wohl aus erster Ehe des Vaters mit einer nicht weiter bekannten Frau
- Gedesdiu (Gedesti) (* um 980, † 30. Juni nach 1040), wohl 993 Äbtissin von Metelen, 1002–1040 Äbtissin von Herford, älteste Tochter der Hildegard von Stade
- Imma (* um 982, 995 Nonne im Stift Herford), zweitälteste Tochter der Hildegard von Stade
- Bernhard II. (* um 984, † 1059), Herzog in Sachsen (1011–1059), ⚭ Eilika († 10. Dezember nach 1055/56), Tochter des Heinrich von Schweinfurt, Markgraf des Nordgaus, ältester Sohn der Hildegard von Stade
- Mathilde (* um 987), Nonne im Stift Gernrode unter der ersten Äbtissin Hathui (Hadwig), dort † 28. April 1014

## Leben
Als zweitältester Sohn kam Thietmar nach dem Tode seines Vaters 1011 für die Nachfolge im Herzogsamt nicht in Frage und wurde  mit dem Besitztum von Gütern abgefunden. Doch sofort brach ein Erbstreit mit dem mächtigen Paderborner Bischof Meinwerk um das Gut Bruninctherpe (Brüntorf, gehört heute zu Lemgo) aus. Dieser verurteilte ihn deswegen 1014 zu einer Geldbuße von dreißig Talenten Silber. Hinter Meinwerk steht auch die Reichsgewalt und Heinrich II., den der Paderborner Bischof bei dessen Kaiserkrönung im gleichen Jahr begleitet hatte. Thietmar wurde so gezwungen, das in seinem Besitz befindliche Gut mit allem Zubehör an die Kirche zu überschreiben. Als einen Kompromiss gab Meinwerk das Gut schließlich an die Äbtissin Godesti von Herford, Thietmars Schwester, weiter. So blieb Thietmar statt des Eigentums wenigstens noch der Besitz, nach dem er genannt wurde. Er musste aber die Eigenrechte an weiteren Gütern zugunsten der Reichsklöster Herford und Helmarshausen aufgeben. Hier zeigten sich deutlich die Gegensätze zwischen altem Stammesadel und der Reichsgewalt, so dass der zukünftige Konflikt vorbereitet wurde.
Im Jahre 1019 kam es zum offenen Ausbruch von Feindseligkeiten. Nach den Quedlinburger Annalen „begannen die Söhne des Grafen Hermann, des Kaisers Vettern, mit dem Sohne des Herzogs Bernhard Thiatmar sich zu empören; sie wurden jedoch ergriffen und zur Haft gebracht. Inzwischen suchte Thiatmar, welcher entflohen war, wieder seine Heimat auf; aber wenige Tage später werden alle zusammen mit der Gnade des Kaisers beschenkt. Diese Wirren also waren für den Augenblick beigelegt“.
Auch im darauf folgenden Jahr gingen die Empörungen weiter: „Im Jahre 1020 sammelte Herzog Bernhard der Jüngere, Thiatmars Bruder, das Aufgebot im Westen, um sich gegen den Kaiser zu empören, und besetzte die Schalkesburg, welche der Kaiser mit den Seinen belagerte. Aber Herzog Bernhard gab der Gerechtigkeit Raum und gewann auf  Vermittlung der Kaiserin die Gnade des Kaisers zugleich mit den Lehen des Vaters.“ (ebenda)
Um das Jahr 1020 wurde Thietmar ein Sohn Thietmar geboren.
Nach dem Tode des letzten sächsischen Kaisers Heinrich II. des Heiligen im Jahre 1024 und der Wahl des salfränkischen Konrad II. zum deutschen König erhoffte sich das Stammesherzogtum eine Besserung der Lage. Doch speziell auch die Billunger wurden abermals enttäuscht. Nach dem Tode der Emma von Lesum am 3. Dezember 1038, der Witwe des schon 1011 verstorbenen billungischen Grafen Liudger, entzog Konrad den Billungern das Reichslehen Lesum, indem er wegen irgendeines Vergehens ihrer Tochter weder diese noch ihren Cousin Thietmar damit belehnte. Bei dieser Tochter handelte es sich vermutlich um die Stiftsdame Rikquur, welche 1059 zur Sühne ihrer Sünden dem Erzbischof Adalbert von Hamburg-Bremen umfangreiches Erbgut überließ. Im Zusammenhang mit der Einziehung des Lehens hatte die Kaiserin Gisela Bremen und wohl auch Lesum besucht, welches an die Krone gefallen war und als ihr Leibgedinge dienen sollte. Lesum wurde nach dem Tode Konrads II. (1039) zum Unterhalt der Königinnen verwendet, bis es der zwölfjährige Heinrich IV. 1063 dem Erzbistum Bremen schenkte – bezeichnenderweise nur ein Jahr nach dem Staatsstreich von Kaiserswerth. Der Wechsel an Besitz und Eigentum des 700 Hufen reichen Gutes steht exemplarisch für den Machtwandel in dieser Zeit von den Stammesherzögen zu den Königen und Kaisern und zur Kirche.
Rund ein Jahrzehnt nach dem Einzug Lesums durch die Salier kulminierte der Konflikt dann unter Kaiser Heinrich III., Konrads Sohn. Dieser besuchte 1047 den Erzbischof Adalbert von Hamburg-Bremen und dabei auch das nunmehr königliche Gut Lesum – angeblich wollte er dabei die Treue der Herzöge erkunden. Thietmar soll aus diesem Anlass einen Anschlag auf den Kaiser vorbereitet haben – der durch den Verrat seines Vasallen Arnold und die Wachsamkeit des Erzbischofs entdeckt wurde. Am Tage nach dem Fest des heiligen Michael 1048 wurde Thietmar in der Königspfalz Pöhlde einem „Gottesgericht“ unterworfen: Vor den Augen des Kaisers sollte er sich „mit eigener Hand von dem vorgeworfenen Verbrechen reinigen“ und wurde dabei „überwunden und erlegt“ (Lampert von Hersfeld, Annales für die Jahre 1047 bis 1052). Thietmars Sohn Thietmar nahm Arnold gefangen und tötete ihn mit einer Schmachstrafe. Daraufhin wurde er vom Kaiser auf Lebenszeit in die Verbannung geschickt und aller seiner gräflichen Güter beraubt, die Heinrich III. 1053 dem Bistum Hildesheim und zum Teil auch dem Goslarer Pfalzstift übertrug.